# 始杜父魚
始杜父魚，為輻鰭魚綱鮋形目杜父魚亞目杜父魚科的其中一種，為溫帶海水魚，分布於北太平洋千島群島海域，棲息深度10-100公尺，體長可達7.2公分，棲息在底層水域，生活習性不明。